# El Hamel
Pour les articles homonymes, voir Hamel.
El Hamel est une petite ville du nord de l'Algérie. Elle se situe à quelque 10 km au sud-ouest de Bou Saâda, sur la route Nationale 89 reliant celle-ci à Aïn El Melh, dans la Wilaya de M'Sila, à 780 m d'altitude.
Elle abrite une célèbre zaouïa de la confrérie Rahmaniya.

## Situation géographique
El Hamel fut bâtie au XIe siècle sur deux collines au pied du mont Omrane; entourée de montagnes de tous les côtés, la cité ressemble à une citadelle moyenâgeuse en bas de laquelle coule le Grand Oued. Le village de type saharien, sur une colline, tandis que la zaouïa dont l'aspect ressemble à une forteresse (ribât) s'élève sur la seconde.
Grâce aux eaux de cet oued nourri de plusieurs sources, et malgré l’étroitesse des surfaces disponibles, des centaines de jardins de grenadiers, de figuiers, d’abricotiers et de mûriers ont été développés, constituant ainsi une source de revenus importante pour une grande partie de la population.

## Population d’El-Hamel
(juillet 2008).
Si vous disposez d'ouvrages ou d'articles de référence ou si vous connaissez des sites web de qualité traitant du thème abordé ici, merci de compléter l'article en donnant les références utiles à sa vérifiabilité et en les liant à la section « Notes et références ».
Ils descendent des Hedjadjs d’El-Hamel (les pèlerins d’El-Hamel) qui, revenant des lieux saints de l’islam après avoir accompli le devoir du pèlerinage imposé à tout musulman, ont choisi cette terre pour y vivre à jamais.
Ces premiers habitants d’El-Hamel sont les enfants de Sidi Bouzid Ben Ali Ach’Charif Al-Hassani, un saint personnage de la région duquel descendent tous les Charifs (descendants de Mahomet) du Maghreb du centre (Algérie actuelle).

## Architecture et urbanisme
Le vieux village d’El-Hamel, bâti autour de Ain-Et’Touta (la Fontaine du Mûrier) est un ksar dont les bâtisses rappellent celles de la Kasbah d’Alger et des ksour de Ghardaïa et de la vieille Bou-Saâda. Les maisons y sont juxtaposées. Elles communiquent entre elles par le biais de belles Sakifates ; sorte de ruelles étroites traversées çà et là par des Ghorfates ou vérandas suspendues qui reposent sur de vieux troncs d’arbres, formant ainsi de petits tunnels qui apportent abri, charme et fraîcheur…
Tout témoigne l’attachement de l’homme à la terre ; les formes, les couleurs et les senteurs… malheureusement, toute cette harmonie et toute cette splendeur commencent à céder, sous la pression du fer et du ciment sur le lieu.

## La zaouïa

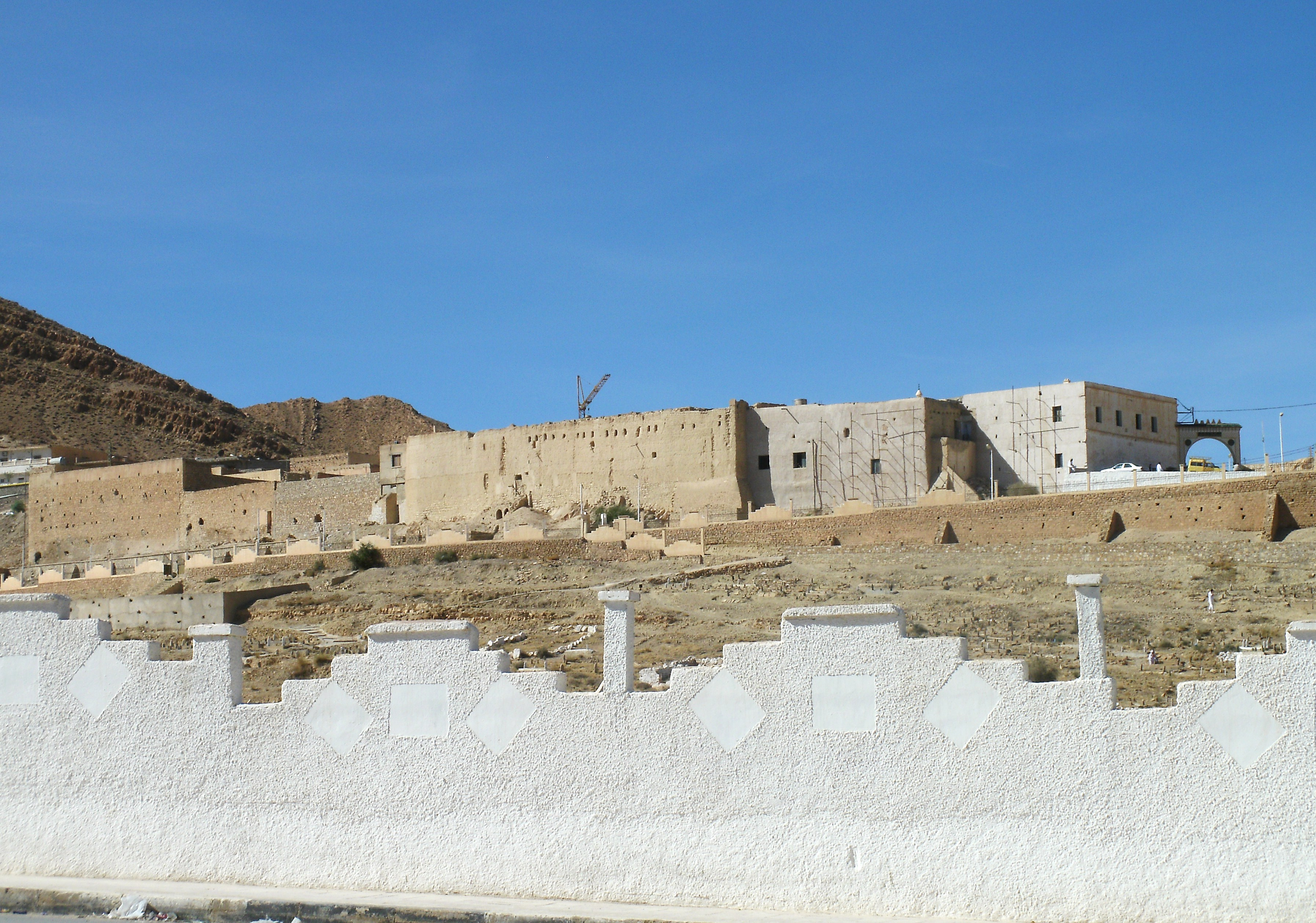
Zaouïa d'El Hamel

La zaouïa d'El Hamel est l'une des plus renommées du pays, elle fait partie de la confrérie Rahmaniyya.
Bâtie sur la rive gauche de l'oued Bou-Saâda, sa masse imposante dont l'aspect est celui d'une forteresse semble veiller sur le village situé en contrebas.
La création de la Zaouïa remonte au XIXe siècle, fondée par Sidi Mohammed Ben Belgacem né en 1823 dans les environs de Hassi Bahbah dans la wilaya de Djelfa. À sa mort en 1897, c'est sa fille Lalla Zeineb qui lui succéda jusqu'en 1904.
La zaouïa est constituée d'une mosquée, d'une école coranique et du mausolée où reposent le fondateur et ses successeurs.